# 阿夫里库尔 (默尔特-摩泽尔省)
阿夫里库尔（法語：Avricourt，法語發音：[avʁikuʁ]）是法国默尔特-摩泽尔省的一个市镇，与摩泽尔省同名市镇相邻，属于吕内维尔区。

## 地理
阿夫里库尔（48°38'41"N, 6°48'21"E）面积2.25 平方千米，位于法国大東部大區默尔特-摩泽尔省，该省份为法国东北部内陆省份，是洛林的一部分，北邻比利时、卢森堡，北起顺时针与摩泽尔省、下莱茵省、孚日省和默兹省接壤。
与阿夫里库尔接壤的市镇（或旧市镇、城区）包括：阿夫里库尔、富尔克雷、阿姆农库尔、伊涅。
阿夫里库尔的时区为UTC+01:00、UTC+02:00（夏令时）。

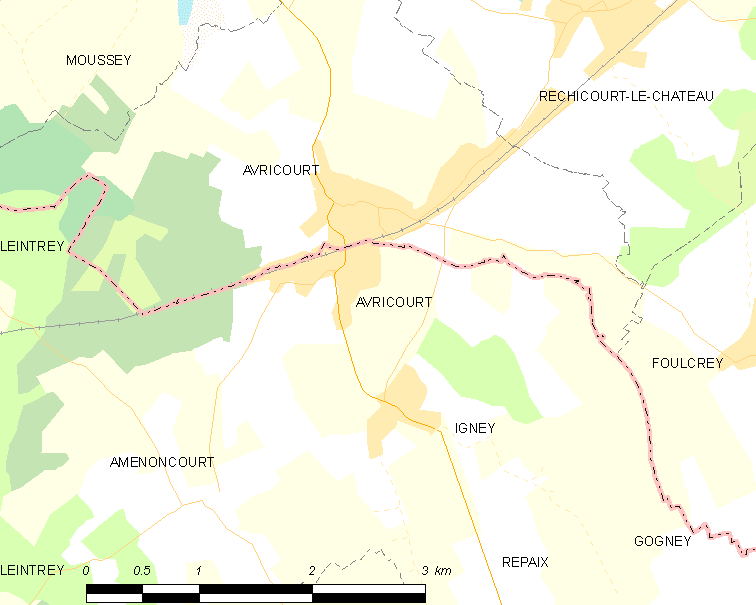
阿夫里库尔的OSM定位图

## 行政
阿夫里库尔的邮政编码为54450，INSEE市镇编码为54035。

## 政治
阿夫里库尔所属的省级选区为巴卡拉县。

## 人口

1962-2008年间阿夫里库尔人口变化图示

阿夫里库尔于2022年1月1日时的人口数量为390人。